# Ceratogyrus attonitifer
Ceratogyrus attonitifer — вид павуків-птахоїдів. Описаний у 2019 році.

## Поширення
Ендемік Анголи. Поширений в провінції Мошико на сході країни.

## Опис
Його можна відрізнити від споріднених видів Theraphosidae за наявністю великого видовженого виступу, що виходить із голови та продовжується над черевом павука. На відміну від інших рогатих павуків, які володіють твердими утвореннями на карапаксі, цей вид має м'який «ріг». Призначення цього «рога» невідоме.

## Екологія
Мешкає у сухих лісах міомбо. Усі зразки були зібрані з відкритих нір у піщаному ґрунті. Нори мають глибину приблизно 40 см і майже вертикальні з горизонтальною камерою внизу. Входи часто приховані серед пучків трави, але їх також можна зустріти у відкритому піску. павуки нападали на будь-який предмет, вставлений у нору. Полює переважно на комах. Отрута не вважається небезпечною, хоча укуси можуть стати причиною інфекції, яка може призвести до летального результату, якщо вчасно не звернутися до лікаря.